# Akodon mimus
Akodon mimus es una especie de roedor de la familia Cricetidae.

## Distribución geográfica
Se encuentra en Bolivia y Perú. 